# Taşkınpaşa, Ürgüp
Taşkınpaşa là một xã thuộc huyện Ürgüp, tỉnh Nevşehir, Thổ Nhĩ Kỳ. Dân số thời điểm năm 2011 là 520 người.